# Geoff Rickly
Geoff William Rickly (Dumont, 8 marzo 1979) è un cantante statunitense, leader del gruppo post-hardcore Thursday di cui è anche l'autore delle canzoni.

## Biografia

### Infanzia e adolescenza
Geoff Rickly crebbe nella città natale Dumont nel New Jersey ed entro nella scuola dove studiò trombone.
Egli è stato anche produttore di altre band come i My Chemical Romance per il loro album I Brought You My Bullets, You Brought Me Your Love